# Giải vô địch bóng đá nữ U-20 Bắc, Trung Mỹ và Caribe 2015
Giải vô địch bóng đá nữ U-20 Bắc, Trung Mỹ và Caribe 2015 diễn ra tại Honduras từ 3 tháng 12 tới 13 tháng 12 năm 2015. Ba đội tuyển đứng đầu đại diện cho khu vực Bắc, Trung Mỹ và Caribe tham dự Giải vô địch bóng đá nữ U-20 thế giới 2016.

## Vòng loại
Các đội vượt qua vòng loại:
Chủ nhà
- Honduras

Bắc Mỹ
- Canada (đặc cách)
- Hoa Kỳ (đặc cách)
- México (đặc cách)

Trung Mỹ (thông qua Vòng loại khu vực)
- Panama

Caribe (thông qua Vòng loại khu vực)
- Haiti
- Jamaica
- Trinidad và Tobago

## Vòng một
Hai đội đầu mỗi bảng lọt vào vòng đấu loại trực tiếp. Giờ thi đấu tính theo giờ địa phương CST (UTC-06:00).

### Bảng A
| VT | Đội                | ST | T | H | B | BT | BB | HS  | Đ | Giành quyền tham dự     |
| -- | ------------------ | -- | - | - | - | -- | -- | --- | - | ----------------------- |
| 1  | Canada             | 3  | 3 | 0 | 0 | 11 | 0  | +11 | 9 | Vòng đấu loại trực tiếp |
| 2  | Honduras (H)       | 3  | 1 | 1 | 1 | 4  | 4  | 0   | 4 | Vòng đấu loại trực tiếp |
| 3  | Jamaica            | 3  | 1 | 1 | 1 | 8  | 10 | −2  | 4 |                         |
| 4  | Trinidad và Tobago | 3  | 0 | 0 | 3 | 1  | 10 | −9  | 0 |                         |

| Canada                   | 2–0      | Trinidad và Tobago |
| ------------------------ | -------- | ------------------ |
| Kinzner 16' · Loncar 81' | Chi tiết |                    |

| Honduras     | 2–2      | Jamaica               |
| ------------ | -------- | --------------------- |
| Bahr 4', 43' | Chi tiết | Shaw 23' (ph.đ.), 73' |

| Jamaica | 0–7      | Canada                                                                      |
| ------- | -------- | --------------------------------------------------------------------------- |
|         | Chi tiết | Yekka 3' · Kinzner 21' · Flynn 27' (ph.đ.) · Pryce 50', 68', 80' · Kats 70' |

| Trinidad và Tobago | 0–2      | Honduras             |
| ------------------ | -------- | -------------------- |
|                    | Chi tiết | Romero 4' · Bahr 67' |

| Trinidad và Tobago | 1–6      | Jamaica                                                      |
| ------------------ | -------- | ------------------------------------------------------------ |
| Leander 30'        | Chi tiết | Shaw 8' · Nelson-Lawes 21', 34', 46', 86' · Hudson-Marks 55' |

| Honduras | 0–2      | Canada              |
| -------- | -------- | ------------------- |
|          | Chi tiết | Stratigakis 5', 16' |

### Bảng B
| VT | Đội    | ST | T | H | B | BT | BB | HS  | Đ | Giành quyền tham dự     |
| -- | ------ | -- | - | - | - | -- | -- | --- | - | ----------------------- |
| 1  | Hoa Kỳ | 3  | 2 | 1 | 0 | 14 | 3  | +11 | 7 | Vòng đấu loại trực tiếp |
| 2  | México | 3  | 2 | 1 | 0 | 9  | 2  | +7  | 7 | Vòng đấu loại trực tiếp |
| 3  | Haiti  | 3  | 1 | 0 | 2 | 3  | 13 | −10 | 3 |                         |
| 4  | Panama | 3  | 0 | 0 | 3 | 3  | 11 | −8  | 0 |                         |

| Haiti                                 | 3–2      | Panama                 |
| ------------------------------------- | -------- | ---------------------- |
| Louis 19' · Mondésir 31' (ph.đ.), 53' | Chi tiết | Riley 40' · Franco 64' |

| Hoa Kỳ                     | 2–2      | México                   |
| -------------------------- | -------- | ------------------------ |
| Pugh 20' (ph.đ.) · Fox 22' | Chi tiết | Solis 32' · Palacios 66' |

| México                                                    | 5–0      | Haiti |
| --------------------------------------------------------- | -------- | ----- |
| Martínez 12', 88' · Sánchez 31', 77' · Bernal 84' (ph.đ.) | Chi tiết |       |

| Panama        | 1–6      | Hoa Kỳ                                            |
| ------------- | -------- | ------------------------------------------------- |
| Gutiérrez 82' | Chi tiết | Hedge 8' · Pugh 11', 78' · Scarpa 42', 47', 90+3' |

| Panama | 0–2      | México                   |
| ------ | -------- | ------------------------ |
|        | Chi tiết | Solis 40' · Crowther 41' |

| Hoa Kỳ                                                               | 6–0      | Haiti |
| -------------------------------------------------------------------- | -------- | ----- |
| DeMelo 16' · Pugh 35', 44' · Scarpa 48' · Davidson 50' · Stevens 55' | Chi tiết |       |

## Vòng đấu loại trực tiếp
|  | Bán kết                      | Bán kết |                              |   | Chung kết | Chung kết |
|  |                              |         |                              |   |           |           |
|  | 11 tháng 12 – San Pedro Sula |         |                              |   |           |           |
|  |                              |         |                              |   |           |           |
|  | Canada (p)                   | 0 (5)   |                              |   |           |           |
|  | Canada (p)                   | 0 (5)   | 13 tháng 12 – San Pedro Sula |   |           |           |
|  | México                       | 0 (4)   |                              |   |           |           |
|  | México                       | 0 (4)   | Canada                       | 0 |           |           |
|  | 11 tháng 12 – San Pedro Sula |         | Canada                       | 0 |           |           |
|  |                              | Hoa Kỳ  | 1                            |   |           |           |
|  | Hoa Kỳ                       | Hoa Kỳ  | 1                            | 7 |           |           |
|  | Hoa Kỳ                       |         |                              | 7 |           |           |
|  | Honduras                     | 0       |                              |   |           |           |
|  | Honduras                     | 0       | Tranh hạng ba                |   |           |           |
|  |                              |         |                              |   |           |           |
|  | 13 tháng 12 – San Pedro Sula |         |                              |   |           |           |
|  |                              |         |                              |   |           |           |
|  | México                       | 2       |                              |   |           |           |
|  | México                       | 2       |                              |   |           |           |
|  | Honduras                     | 0       |                              |   |           |           |

### Bán kết
| Canada                                          | 0–0 (s.h.p.) | México                                            |
| ----------------------------------------------- | ------------ | ------------------------------------------------- |
|                                                 | Chi tiết     |                                                   |
| Loạt sút luân lưu                               |              |                                                   |
| St. Georges · Kats · Pryce · Richards · Pickett | 5–4          | Bernal · Flores · González · Palacios · Rodríguez |

| Hoa Kỳ                                                                               | 7–0      | Honduras |
| ------------------------------------------------------------------------------------ | -------- | -------- |
| Sanchez 33', 38' · Pugh 35', 60' · Scarpa 68' · Canales 88' · Velásquez 90+6' (l.n.) | Chi tiết |          |

### Tranh hạng ba
| México                      | 2–0      | Honduras |
| --------------------------- | -------- | -------- |
| Palacios 40' · Crowther 71' | Chi tiết |          |

### Chung kết
| Canada | 0–1      | Hoa Kỳ      |
| ------ | -------- | ----------- |
|        | Chi tiết | Sanchez 72' |